# 亞西基夫齊
49°13′43″N 27°16′35″E / 49.22861°N 27.27639°E
亞斯基夫齊（烏克蘭語：Яськівці）是位於烏克蘭西部的村莊，由赫梅利尼茨基州裡赫梅利尼茨基區的德拉日尼亞市鎮負責管轄。該村處於沃夫喬克河畔，始建於1737年，面積1.81平方公里，海拔高度314米，人口450。